# ولوسولکس

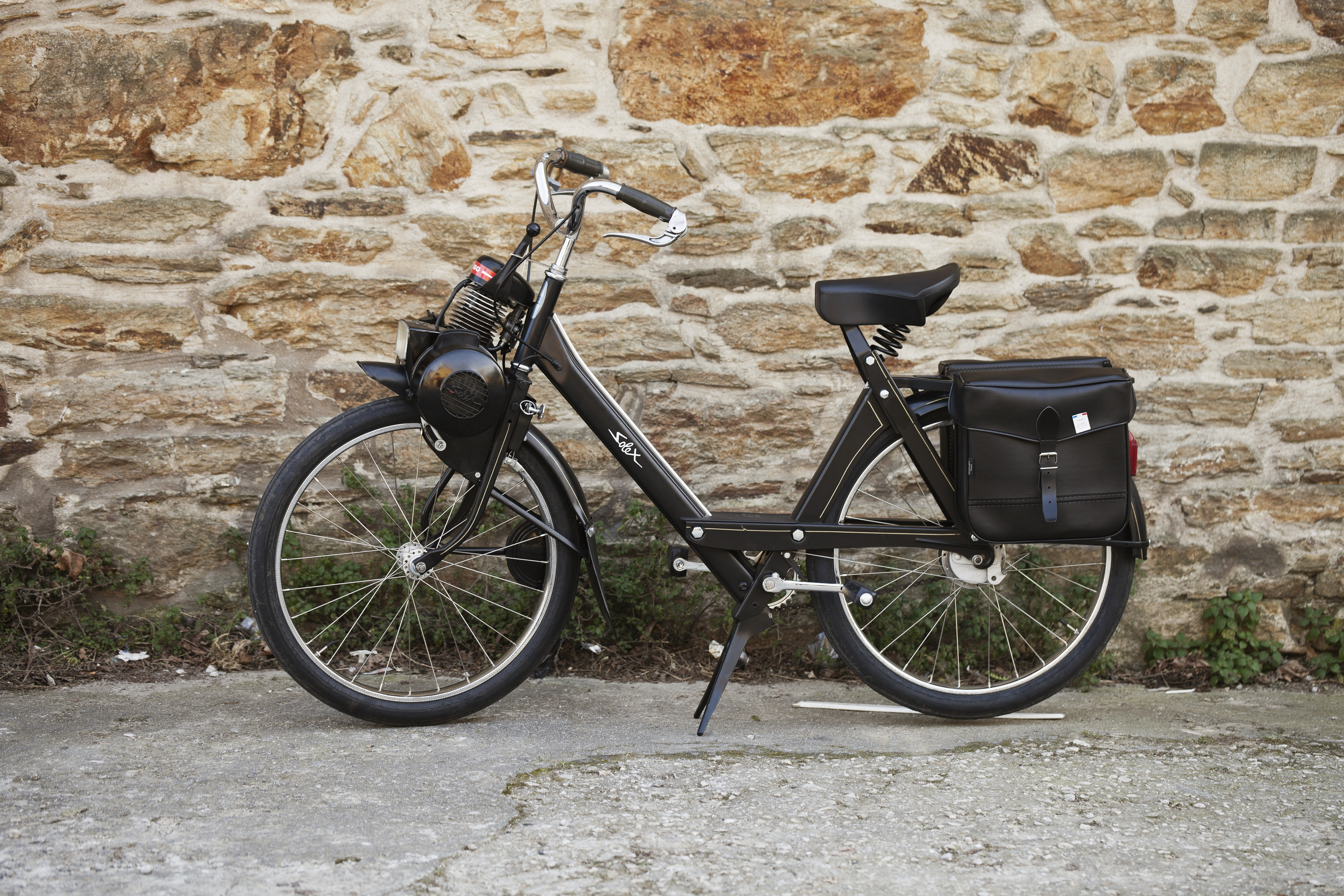
نمایی از یک محصول شرکت ولوسولکس - ۲۰۱۲

ولوسولکس (انگلیسی: VéloSoleX) شرکت موتورسیکلت‌سازی فرانسوی است، که در سال ۱۹۴۶ تأسیس شد.